# Terremoto de Cilicia de 1269
El terremoto de Cilicia de 1269 se produjo al noreste de la ciudad de Adana el 14 de mayo de 1269 a "primera hora de la noche". La mayoría de las fuentes dan un número de muertos de 8.000 en el Reino armenio de Cilicia en el sur de Asia Menor, pero Robert Mallet informó una cifra de 60.000 muertos en 1853 y la repitió en muchos catálogos posteriores.